# Municipio de Illini
El municipio de Illini (en inglés: Illini Township) es un municipio ubicado en el condado de Macon en el estado estadounidense de Illinois. En el año 2010 tenía una población de 1469 habitantes y una densidad poblacional de 15,47 personas por km².

## Geografía
Según la Oficina del Censo de los Estados Unidos, el municipio tiene una superficie total de 94.97 km², de la cual 94,97 km² corresponden a tierra firme y (0 %) 0 km² es agua.

## Demografía
Según el censo de 2010, había 1469 personas residiendo en el municipio de Illini. La densidad de población era de 15,47 hab./km². De los 1469 habitantes, el municipio de Illini estaba compuesto por el 97,35 % blancos, el 0,68 % eran afroamericanos, el 0,54 % eran asiáticos, el 0,07 % eran isleños del Pacífico, el 0,07 % eran de otras razas y el 1,29 % eran de una mezcla de razas. Del total de la población el 0,48 % eran hispanos o latinos de cualquier raza.